# Palazzo Terzi (Bergamo)
(Hermann Hesse-1913)
Il palazzo Terzi del XVII secolo si trova al limite della rocca della parte alta di Bergamo, ed è il più importante palazzo barocco della città.

## La storia
Palazzo Terzi fu costruito per volontà della famiglia Terzi, a testimonianza del rango sociale raggiunto nella città orobica. La famiglia, di origine ghibellina il cui capostipite certo Terzo proveniva dalla Val Cavallina, era presente in Bergamo già alla fine del primo millennio diventando importante protagonista della vita della città.
Tra i suoi membri alcuni si distinsero per meriti militari, assumendo incarichi importanti in vari castelli del bergamasco. Tra i suoi personaggi più illustri sicuramente Ottobuono de' Terzi che capitano di Gian Galeazzo Visconti ottenne le signorie di Parma, Piacenza e Reggio Emilia, ricevendo il titolo di conte e marchese, ucciso a tradimento nel 1409 da Muzio Giacomo Attendolo. Guido Terzi che fu capitano generale di Federico II di Svevia, Gherardo Terzi podesta di Cremona.
Nella famiglia alcuni intrapresero la carriera ecclesiastica, da ricordare Giroldo Terzi, arciprete di Clusone e Giovanni Terzi teologo a Pavia e tra i partecipanti del Concilio di Trento.
Il palazzo venne costruito in occasione di due matrimoni, il primo nel 1631 fra il marchese Luigi Terzi e la giovane Paola Roncalli, con la formazione della facciata e dell'ala meridionale;  un secolo dopo, il matrimonio fra il marchese Gerolamo Terzi e Giulia Alessandri ampliandone la terrazza sottostante.

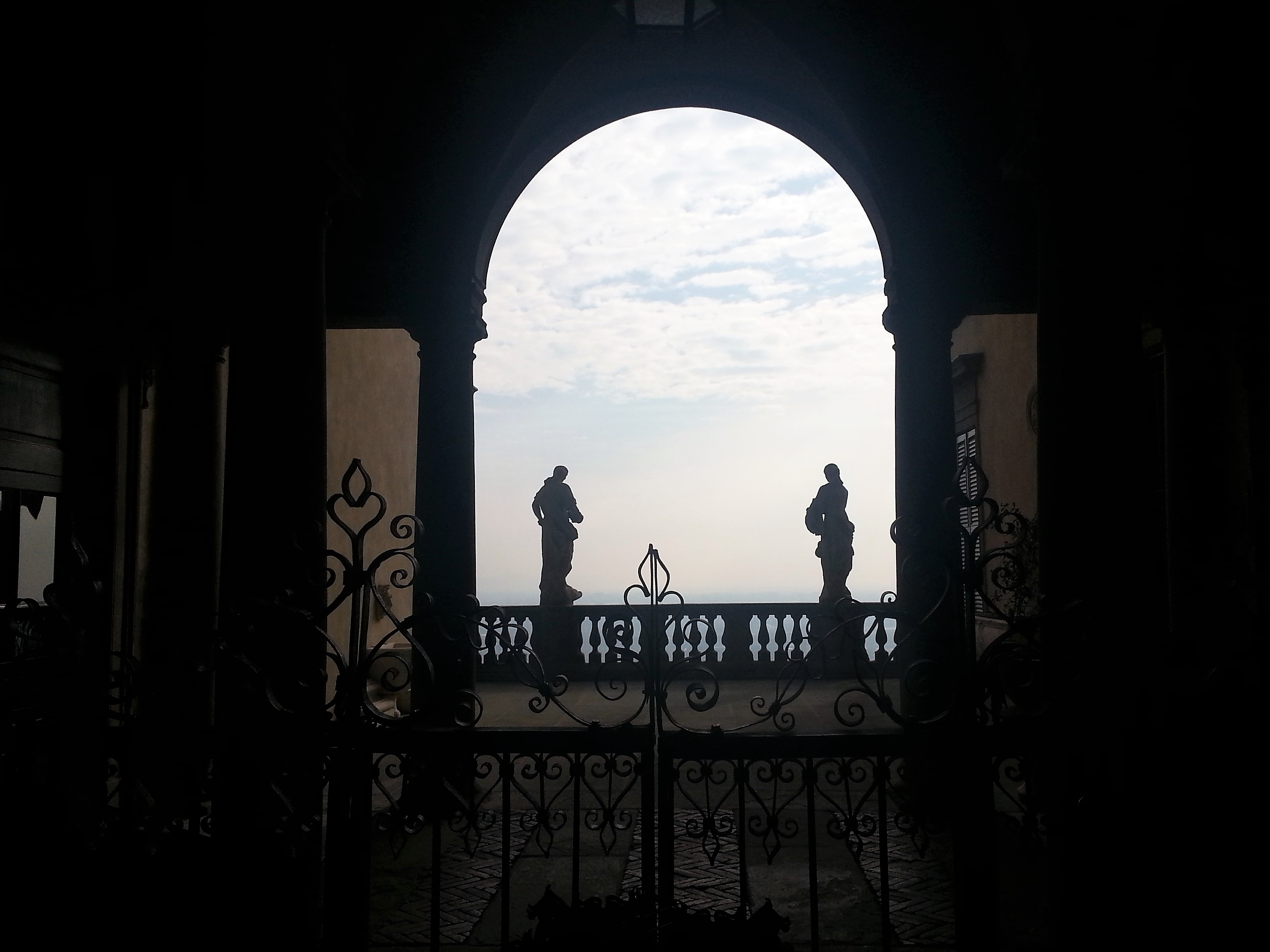
Androne d'ingresso di Palazzo Terzi

L'esiguità degli spazi di Bergamo alta, furono il problema da risolvere per la costruzione di questo e altri palazzi, che avrebbero dovuto rappresentare le famiglie importanti della città. Il palazzo venne costruito sopra un'area precedentemente demolita, recuperandone una parte, e riuscendo a inserirsi nello spazio tra l'orto di Palazzo Lupi (in seguito Recuperati) e sul lato opposto al limite del dirupo che definisce città alta, nei sotterranei del palazzo sono visibili resti dei precedenti edifici medioevali. La ricostruzione cronologica dei lavori eseguiti e degli artisti e artigiani che in molti si sono susseguiti per realizzare il palazzo e tutte le decorazioni è stata possibile grazie alle annotazioni dei pagamenti rinvenute nell'archivio della famiglia Terzi.

## Architettura
(A.C.A. C. Graff)

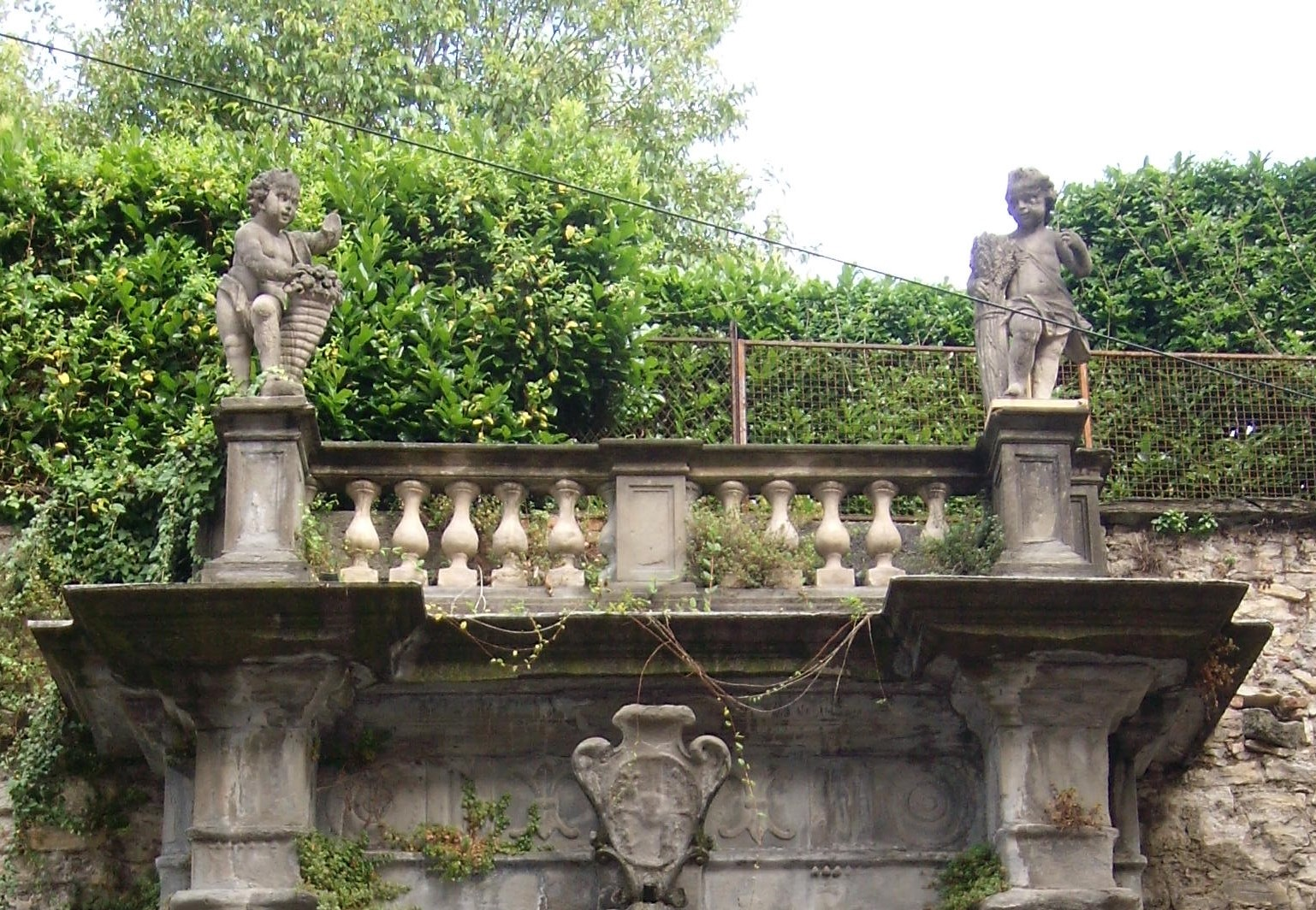
Palazzo Terzi-La primavera e l'estate

L'ingresso del palazzo si trova nella piazzetta Terzi, creata con l'ampliamento del vicolo preesistente mediante la demolizione di una parte del palazzo del Conte Recuperati su disegno di Filippo Alessandri nel 1747, di fronte all'ingresso, posta in una nicchia, la statua dell'Architettura, con due putti raffiguranti l'estate e la primavera, opera di Giovanni Antonio Sanz, piazzetta che tanto piacque a Hermann Hesse nella sua visita a Bergamo.
Il portale d'ingresso ad arco a tutto sesto, ha antistanti due colonne toscane sormontate da un balcone su cui si apre una porta finestra con raccorti laterali in pietra, retta da mensole sulle quali vi è un timpano spezzato ornato da due putti raffiguranti l'inverno e l'autunno sempre del Sanz, mentre sui timpani spezzati delle finestre del primo piano vi sono busti di personaggi storici. L'atrio è diviso in tre parti da colonne, che conducono alla terrazza che si affaccia sul giardino, racchiusa tra le due ali del palazzo, che volge verso la parte bassa della città.
Tantissimi furono gli artisti che lavorarono nel palazzo, affrescandolo e ornandolo di stucchi e tele.

Un grande salone disposto su due piani nell'ala destra del palazzo, è ornato da quattro grandi tele di Cristoforo Storer, artista che Luigi Terzi aveva sostenuto per i lavori presso la basilica di Santa Maria Maggiore, e affreschi di Domenico Ghislandi e di Gian Giacomo Barbelli mentre un grande camino, sempre opera del Sanz, di notevoli dimensioni con i leoni laterali di sostegno e lo stemma araldico collocato al centro del frontone, celebra la potenza della famiglia; la sala fu rinnovata proprio per l'occasione del matrimonio tra Luigi Terzi e la contessa Paola Roncalli, lo scalone fu affrescato da Giuseppe Antonio Orelli con pitture raffiguranti personaggi mitologici, e da tele di Francesco Capella raffiguranti Iride che incorona Giunone, presente nella sala della Musica.Risulta un pagamento dell'indoratore Antonio Sormani per gli stucchi della sala e successivamente a Francesco Viganoni per la tela del Capella:
(Archivio Terzi)
Il dipinto del Capella, conosciuto come Trionfo di Giunone o meglio Iride che incorona Giunone  fu pagato 370 lire come risulta dal documento datato 20 maggio 1759. 
Anche la sala della Musica fu progettata da Filippo Alessandri, sala di piccole dimensioni destinata ai concerti e piccoli intrattenimenti musicali della famiglia.

Sempre di Storer sono gli affreschi sul soffitto della Sala rossa, chiamata così per la tappezzeria damascata di colore rosso vermiglio, specchiere con consolles opera dei Fantoni, mentre gli affreschi del Giambattista Tiepolo danno nome alla sala omonima.

Il salottino degli specchi, con affreschi sempre dello Storer raffiguranti l'Astronomia, le quattro parti della terra e le allegorie dei quattro Elementi, ha un gioco di specchiera alle pareti, venute direttamente da Venezia; che ne modificano le dimensioni rendendo il locale molto più ampio, progetto tutto di Giovan Battista Caniana è il pavimento a tarsie di legni policromi. La saletta doveva rispondere alle necessità della famiglia che chiedeva sia un locale a uso privato che per accogliere amici intimi. La committenza di Gerolamo Terzi figlio della veneziana Angela Gozzi, conferma la sua presenza in laguna e la conoscenza delle nove regole architettoniche presenti sia a Venezia che nel Veneto. A testimonianza rimane il pagamento del 28 novembre 1738 a un ipotetico trasportatore Giovan Battista Manzoni per aver consegnato una cassa Crustalli di pesi sei e mezzo da Venezia a Bergamo. Il trasporto avvenne a mezzo di una barca sul fiume Brenta. Risultano ulteriori pagamenti in particolare all'intagliatore Paolo Cozzi nel 1740 per i decori agli specchi d'impronta rococò e le riquadrature alle porte non solo per il gabinetto degli specchi ma anche per le altre sale, in particolare per la sala Soprarizzo con i bassorilievi raffiguranti le stagioni. Le dorature furono realizzate da Antonio Sormani, come risultano dai pagamenti presenti nei registri sia del 1738 che l'anno successivo. Al medesimo personaggio si devono le dorature degli stucchi di Muzio Camuzio che degli Orelli.

Caniana realizzò anche gli intarsi dia dei pavimenti nonché di delle specchiature lignee poste sott le finestre. Il contratto risulta firmato il 3 dicembre 1740:
(Archivio Terzi)
L'importante lavoro fu realizzato con la collaborazione dei due figli del Caniana: Giuseppe e Caterina. Il pavimento intarsiato conferma la grande capacità artistica, architettonica del Caniana.
Da ricordare la sala del Soprarizzo, con affreschi del Carpoforo Tencalla con l'Aurora che scaccia il sonno del 1664 con cornice di Domenico Ghislandi. In questa sala nel 1862 venne nascosta agli austriaci la bandiera tricolore della Guardia Nazionale di Bergamo Alta.
Il pittore Giuseppe Orelli realizzò il grande affresco Allegoria delle arti e delle scienze conosciuto anche come Apollo e le Muse che per la sua complessità conferma la capacità e le conoscenze che l'artista aveva sia sotto l'aspetto artistico che di cultura generale, probabilmente aiutate dalla vicinanza del committente Antonio Terzi, con Mario Lupo, vicinanza confermata anche dalla fitta corrispondenza neli anni tra il 1761 e il 1784. Il dipinto raffigura l'immagine di Apollo con la corona d'alloro seduto su di un grande masso, avvolto in un mantello che è mosso dal vento. Accanto siede una donna che raffigura la «Retorica» che regge uno scettro e un libro, a sinistra l'«Astrologia» avvolta in un manto celeste e incoronata da un diadema composto di tante stelle. Questa ha le ali a indicare la sua attenzione alle cose celesti. Nelcielo tra le bianche nuvole volano due cherubini: uno regge uno specchio e il globo con un triangolo a indicare la «Scienza» mentre il secondo. La «Matematica» ha le sembianze di donna con abito trasparente che mostra il seno a indicare la sua parte importante tra le muse, perché nulla è possibile, nessun calcolo, senza le regole matematiche. La donna regge un compasso con cui misura alcune figure geometriche disegnate su di una tavola retta da un fanciullo, a indicare che la matematica va iniziata fin dalla giovane età. La «Pittura», la «Scultura» e la «Botanica» sono raffigurate in tre bambini che giocano con gli strumenti delle rispettive scienze. Ultimo è un putto che raffigura la «Dottrina» intento a fustigare l'«ignoranza di tutte le cose». Sarà questa la prima opera realizzata dall'artista in Bergamo come risulta dalla ricevuta di pagamento.
Il palazzo e le sale sono visitabili con visite guidate.